# 中井亜佐子 (英文学者)
中井 亜佐子（なかい あさこ、1966年- ）は、日本の英文学者、一橋大学教授。

## 人物・来歴
島根県松江市生まれ。山口県宇部市育ち。山口県立宇部高等学校卒、1989年東京大学文学部英文科卒業。1992年同大学院人文科学研究科修士課程修了。1996年オックスフォード大学英文学部博士課程修了。1996年帝京大学文学部専任講師。1997年博士（英文学）の学位取得（オックスフォード大学）。2002年一橋大学言語社会研究科助教授、2007年准教授、2009年教授。
モダニズム期の英文学（特にジョウゼフ・コンラッド）、20世紀後半以降の英語文学、ポストコロニアル批評などを研究する。「英語圏文学とポストコロニアル批評」で第5回（2008年度）日本学術振興会賞受賞。

## 著書
- 『他者の自伝――ポストコロニアル文学を読む』研究社、2007年）
- 『〈わたしたち〉の到来――英語圏モダニズムにおける歴史叙述とマニフェスト』（月曜社［シリーズ「哲学への扉」］、2020年）
- 『日常の読書学――ジョゼフ・コンラッド『闇の奥』を読む』小鳥遊書房、2023年）
- 『エドワード・サイード ある批評家の残響』書肆侃侃房、2024

### 共編著
- 『文化アイデンティティの行方――一橋大学言語社会研究科国際シンポジウムの記録』恒川邦夫、古澤ゆう子、坂井洋史、鵜飼哲、三浦玲一、武村知子共編著、彩流社［成蹊大学アジア太平洋研究センター叢書］、2004年）
- 『ジェンダー表象の政治学――ネーション、階級、植民地』吉野由利共編著、彩流社、2011年）
- 『〈終わり〉への遡行――ポストコロニアリズムの歴史と使命』秦邦生、富山太佳夫、溝口昭子、早川敦子共編著、英宝社、2012年）
- 『文学研究のマニフェスト――ポスト理論・歴史主義の英米文学批評入門』三浦玲一編著、遠藤不比人、大田信良、越智博美、河野真太郎、中山徹共著、研究社、2012年）
- 『〈言語社会〉を想像する――一橋大学言語社会研究科25年の歩み』小岩信治、小泉順也共編著、小鳥遊書房、2022年）

### 翻訳
- G・C・スピヴァク『スピヴァク、日本で語る』本橋哲也、新田啓子、竹村和子共訳、みすず書房、2009年）
- ニコラス・ロイル『デリダと文学』吉田裕共訳、月曜社［叢書・エクリチュールの冒険］、2014年
- ポール・ビュール『革命の芸術家――C・L・R・ジェームズの肖像』星野真志、吉田裕共訳、こぶし書房［こぶしフォーラム］、2014年）
- ウェンディ・ブラウン『いかにして民主主義は失われていくのか――新自由主義の見えざる攻撃』みすず書房、2017年）
- 河野真太郎編『暗い世界――ウェールズ短編集』川端康雄、西亮太、山田雄三、河野真太郎共訳、堀之内出版、2020年）

## 論文
- <中井亜佐子